# Садки (пам'ятка природи, Гребінківський район)
Садки — зоологічна пам'ятка природи місцевого значення в Україні. Розташована за 3,5 км на захід від с. Мар'янівка Гребінківської громади Лубенського Полтавської області.
Площа — 2,32 га. Створено згідно з рішенням Полтавської обласної ради від 07.12.2011 року. Перебуває в користуванні Мар'янівської сільської ради.
Створена з метою збереження фрагментів лісо-чагарникової рослинності серед полів в урочищі, що збереглося на місці колишніх хуторів, власники яких були розкуркулені в першій половині XX ст. Трапляються великі тварини, зокрема борсук звичайний. 